# 鹿園直建
鹿園 直建（しかぞの なおたつ、1946年（昭和21年）11月4日 - 2014年（平成26年）4月22日）は、日本の地球科学者。博士（理学）（1974年）。慶應義塾大学名誉教授。専門は、鉱床学・地球化学。

## 経歴
東京都出身。元男爵・鹿園直治（南部利克の六男で林博太郎の娘婿）の三男。1969年東京大学理学部地学科卒業。1974年同理学系大学院地質学博士課程を修了し、博士（理学）の学位を取得。学位論文は、Chemical environment of the time of formation of hydrothermal vein deposits in Japan, with special reference to Toyoha Pb-Zn vein deposits, Hokkaido(日本における熱水性鉱床の生成環境、とくに北海道豊羽鉛-亜鉛鉱床について)。 
1974年から1990年まで東京大学理学部助手。この間1979年から1980年まで米国ハーバード大学地質学教室招聘研究員。1990年から慶應義塾大学理工学部助教授、1995年同教授となり、2012年3月定年退職し、名誉教授となる。
2012年4月から東京学芸大学に個人研究員として亡くなるまで勤務していた。この間1996年から1997年まで米国ハーバード大学地球惑星科学教室招聘研究員、2004年から2006年まで資源地質学会会長。
2014年4月22日午後8時25分、虚血性心疾患のため東京都三鷹市の病院で死去。67歳没。

## 業績
東京大学では、熱水鉱床（鉱脈鉱床・黒鉱鉱床）、地熱系、放射性廃棄物地層処分などについての研究を行ったが、慶應義塾大学では、さらに研究対象を拡げ、二酸化炭素地中貯留、水－岩石系における物質移行（水質・土壌分析・熱水変質など）、グローバル物質循環と環境変動などについての研究を行い、数多くの論文を発表した。2010年にこれらの業績に対し、資源地質学会から加藤武夫賞を贈られている。

## 著作等
- 『地の底のめぐみ－黒鉱の化学－』裳華房、1988年。ISBN 4-7853-8511-1。
- 『地球システム科学入門』東京大学出版会、1992年。ISBN 4-13-062701-5。
- 『地球システムの化学－環境・資源の解析と予測』東京大学出版会、1997年。ISBN 4130667033。
- 『廃棄物とのつきあい方』コロナ出版社〈新コロナシリーズ〉、2001年。ISBN 4339076961。
- 『地球学入門』慶應義塾大学出版会、2006年。ISBN 4766412982。
- 『地球惑星システム科学入門』東京大学出版会、2009年。ISBN 4130627147。
- 『地球システム環境化学』東京大学出版会、2010年。ISBN 4130607553。
- 『水資源の科学』オーム社、2012年。ISBN 4274213005。
- 『Introduction to Earth and Planetary System Science: New View of Earth, Planets and Humans』Springer、2012年。ISBN 978-4431540571。192p.
- ほか、岩波講座など編著書多数。